# Frederik van Eeden

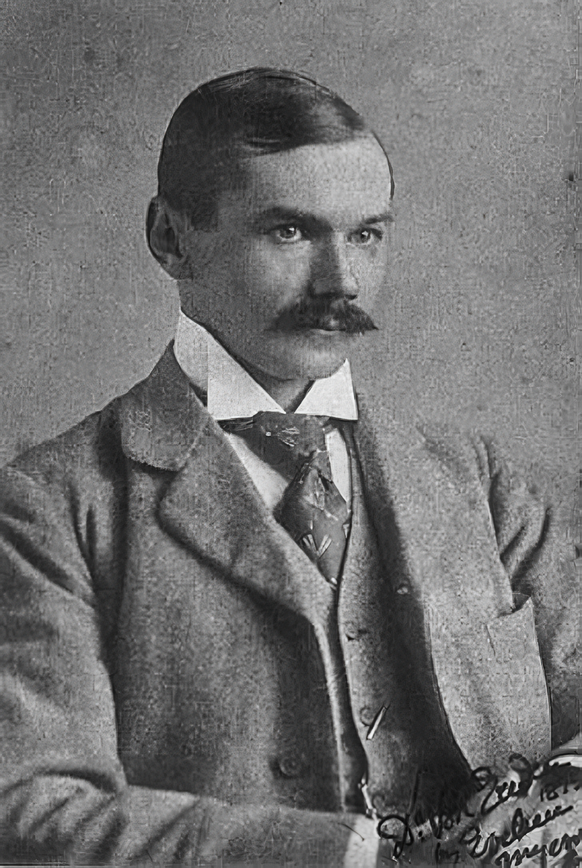
Frederik van Eeden.

Frederik Willem van Eeden, född den 3 april 1860 i Haarlem, död den 16 juni 1932 i Bussum, var en holländsk författare.
Eeden studerade medicin och verkade som nervläkare i  Bussum utanför Amsterdam. År 1889 grundade han ett produktionskooperativ, Walden, i Bussum där alternativa livsstilar och arbetsformer skulle prövas, uppbyggt efter kommunistiska och altruistiska principer. Eeden var vid sidan av Willem Kloos och Albert Verwey en av det nederländska 1880-talets främsta initiativtagare till den nya litterära rörelsens organ, De nieuwe gids (från 1885), där Eedens mest kända roman, De kleine Johannes (1887) utkom. Som diktare kännetecknas Eeden av en mystikblandad känslighet och ofta dystert grubbel. Bland hans lyrik märks Ellen. Een lied van de smart (1891) och Dante en Beatrice (1908). I sina romaner intresserade sig Eeden mycket för den mänskliga psykologin och psykiatrin, såsom i Van de koele meren des doods (1900). I romantrilogin Sirius en Siderius (1912-24) visar han istället prov på en mer romantisk sida. Eedens dramer har vanligen samhällskritisk tendens, ofta med tragiska inslag. År 1922 konverterade Eeden till katolicismen. Senare engagerade han sig i fredsrörelsen. Dikten De waterlelie finns som väggdikt på adressen Valkenhorst 30 i den holländska staden Leiden sedan 1994.